# Twice Removed
| Recensione | Giudizio |
| ---------- | -------- |
| AllMusic   | [ 2 ]    |

Twice Removed è il secondo album del gruppo canadese Sloan, pubblicato il 30 agosto 1994.

## Tracce
1. Penpals – 3:08 (Chris Murphy, Sloan)
2. I Hate My Generation – 2:26 (Jay Ferguson, Sloan)
3. People of the Sky – 3:37 (Andrew Scott, Sloan)
4. Coax Me – 3:26 (Chris Murphy, Sloan)
5. Bells On – 3:55 (Chris Murphy, Sloan)
6. Loosens – 5:27 (Patrick Pentland, Sloan)
7. Worried Now – 2:40 (Patrick Pentland, Sloan)
8. Shame Shame – 3:04 (Chris Murphy, Sloan)
9. Deeper Than Beauty – 2:41 (Chris Murphy, Sloan)
10. Snowsuit Sound – 3:48 (Jay Ferguson, Sloan)
11. Before I Do – 7:05 (Andrew Scott, Sloan)
12. I Can Feel It – 3:29 (Patrick Pentland, Sloan)

## Formazione
- Chris Murphy – basso, voce
- Patrick Pentland – chitarra, pianoforte, voce
- Jay Ferguson – chitarra, percussioni, voce
- Andrew Scott – batteria, pianoforte, chitarra, voce

### Altri musicisti
- Jennifer Pierce – voce su I Can Feel It